# Sông Göta

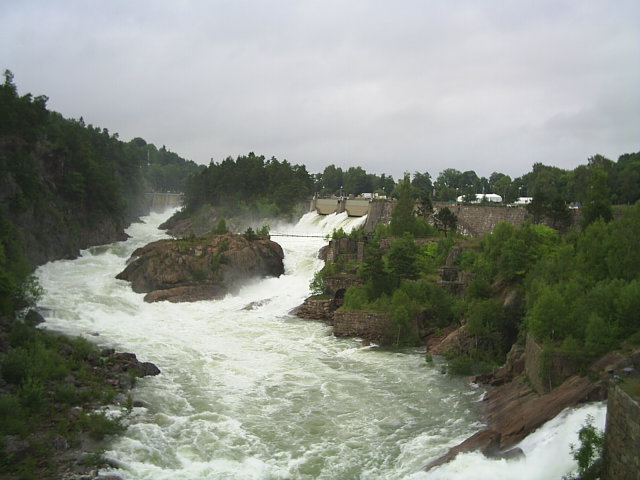
Thác nước ở Trollhättan/Göta älv

Göta älv là một sông nối hồ Vänern vào Kattegat, vào Biển Bắc, tại thành phố Gothenburg ở bờ tây của Thụy Điển. Sông này nằm ở Götaland, có chiều dài 93 km. Thông thường người ta hay đề cập đến sự phối hợp của Göta älv và Klarälven (một con sông cuối Vänern). Nếu tính chung thì con sông này dài nhất ở các quốc gia Nordic, tổng chiều dài 750 km. Pháo đài Bohus nằm ở bên sông tại Kungälv. Tại đây con sông này chia đôi thành phần phía bắc là Nordre älv và phần phía nam giữ tên Göta älv.
Tại Trollhättan, có một đập nước, các ụ tàu và một nhà máy thủy điện. Các ụ này cho phép tàu lớn (dài 88 m) có thể lưu thông trên sông. Những phần nhân tạo này đươợ gọi là kênh đào Trollhätte. Con sông và con kênh này là một lối đường thủy nội địa, kênh đào Götal, đi đến Stockholm.
Nhà máy thủy điện cấp điện năng cho ngành thép tập trung quanh Trollhättan.
58°00′0″B 12°07′34″Đ / 58°B 12,12611°Đ